# Werner Maser
Werner Maser (ur. 12 lipca 1922 w Paradeningken w Prusach Wschodnich, zm. 5 kwietnia 2007 w Spirze) – niemiecki historyk.

## Książki przetłumaczone na język polski
- Hindenburg, 2000
- Adolf Hitler. Legenda, mit, rzeczywistość, Bellona 1998
- Hitler i Stalin. Fałszerstwo, wymysł, prawda, Zakład Narodowy im. Ossolińskich, 2010, ISBN 978-83-04-04934-5, ,